# 都市征伐
《都市征伐》是人道主義與動作相結合的黑色劇情；講述了在現今社會中，對抗社會不法行為和壞人的充滿正義感的男主人公米爾（金賢重 飾演）和他從小深愛的女孩丹菲（鄭柔美 飾演）、教會他愛情的女子秀敏、以及深愛著一個女人的志龍（南宮民 飾演）等人物之間的故事。為漫畫家申邢彬的同名漫畫改編的作品，原作從1996年開始連載共出版6部270卷，累計銷量1000萬是為受歡迎的連載作品。
此劇集最終因過多暴力鏡頭，不宜在當時南韓的候任總統朴槿惠就職之際的政治原因為由而中途停止拍攝，其後向其餘無線電視台提出播放要求，但皆不接納劇集的提案而胎死腹中。

## 演員陣容

### 主要角色
| 演員   | 角色        | 介紹 |
| 金賢重 | 白米爾 （） | 從小就和母親一起相依為命，因父親拋棄自己一直心懷怨恨，對這個社會摧毀的家族而報仇。雖然從小經歷辛酸讓他鍛鍊成一個硬漢，但在愛情面前卻是個弱者。 |
| 南宮珉 | 車志龍 （차지룡） | 因為父親的關係失去了母親，心中因此對父親產生了憤恨與野心。相遇和母親相似的女主角而只傾心於她一個人，是個硬朗又柔情的男子。                     |
| 鄭柔美 | 李丹菲 （이단비） | 珠寶設計師 在美麗大方的外表下有著一顆純真的心。華麗的職業並且心中一直懷有真誠與夢想生活在幸福中的人。                                          |

### 次要角色
| 演員   | 角色        | 介紹 |
| 金勝友 | 白勝賢 （백승현） | 隱藏管理總統的軍事開發秘密金庫的政權實權者 米爾的父親，處事冷靜，是無論怎樣的事情都能正確清楚處理的性格和對於家人是堅強丈夫的慈祥角色  |
| 金英浩 | 車勝光 （차성광） | 車志龍的父親。曾與白勝賢共事但鬧翻，與白米爾是敵對的關係                                                                               |
| 金希沅 | 崔永洙 （최영수） | 專為車勝光處理所留下的骯髒事。表面是對車勝光立誓忠誠，但為了自己的利益，隨時可以背叛義氣，是個有“義氣就是金錢，正義也是金錢”想法的人物 |
| 朴孝俊 | 朴廣野 （박광야） | 米爾的至親，擔任刑警。是個憑藉著運動所鍛練出來的身材且為怪力的擁有者成為跟隨著米爾的人物                                               |
| 崔哲浩 |             | 車勝光的輔助官，與白米爾為敵對關係 |

## 拍攝場景
- 日本栃木縣[3]（Ep.6 - 7）
  - 日光江戶村
  - 日光中禪寺湖
  - 日光東照宮
  - 紅葉坂
  - 明智平
  - 華嚴瀑布
  - 日光酒蔵渡边佐平商店
  - 鬼怒川溫泉區
- 江原道LOHAS PARK

## 大事記
| 日期           | 事件 | 備註                                                                           |
| 2010年2月10日  | 該劇進入選角作業 |                                                                                |
| 2012年5月2日   | 金賢重正式選定為第一男主角 白米爾一角 |                                                                                |
| 2012年6月4日   | 製作公司裴正棟（音譯）代表表示：該劇版權到目前為止，已在日本、中國,香港、台灣等地區以約1000萬美金的條件簽約                                                               |                                                                                |
| 2012年6月19日  | 南宮民正式選定為第二男主角 車志龍一角 |                                                                                |
| 2012年6月26日  | 金勝友選定飾演男主角父親 白勝賢一角 |                                                                                |
| 2012年6月27日  | 鄭柔美選定飾演女主角 李丹菲一角 |                                                                                |
| 2012年7月3日   | 日本DATV電視台公告預定2013年3月播放該劇 |                                                                                |
| 2012年7月10日  | 正式進行日本東京、栃木縣日光山內、日光江戶村、鬼怒川溫泉區、宇都宫市外景拍攝                                                                                              | 與電視劇〈IRIS〉特效組合作                                                     |
| 2012年7月10日  | 晚間七點於日光市內的hotel召開「制作歡迎招待會」 | 入座人士包含栃木縣副縣長、日光市市長、製作公司負責人裴正棟、導演楊允昊及演員等 |
| 2012年10月4日  | 晚間七點於日本武道館舉行『Drama「都市征伐」Memorial Event』 | 出席人士為金賢重、鄭柔美、導演楊允昊                                           |
| 2012年12月14日 | 原訂接檔《學校2013》，但於此日傳出KBS電視台已將《都市征伐》從2013年播映計畫中撤銷，並因劇組更換黃洙夏(황주하)作家，需要修改劇本，此外還有演員行程調整的問題，而暫停拍攝。 |                                                                                |
| 2013年2月6日   | 主演金賢重透過經紀公司Keyeast表示決定退出該劇演出，與金賢重一起合作的演員南宮民和鄭柔美方也正在和製作公司商議退出事項。                                                   |                                                                                |

## 補充注釋
1. ↑  미르為純韓字，指得是「龍」的意思。此漢名為其音譯。

## 腳註
1. ↑  . 和訊新聞. 2012-05-04  [2012-05-28]. （原始内容存档于2016-03-04） （中文（简体））.
2. ↑  金賢重新劇暴力要停拍 （页面存档备份，存于），東方日報，2013-02-07
3. ↑  . 女性自身. 2012-07-10  [2012-07-28]. （原始内容存档于2016-03-04） （日语）.
4. ↑  . 韓星網. 2010-12-10  [2012-05-02]. （原始内容存档于2012-05-09） （中文）.
5. ↑  . newsen. 2012-05-02  [2012-05-02]. （原始内容存档于2013-10-22） （韩语）.
6. 1 2  . koreastardaily. 2012-06-04  [2012-06-04]. （原始内容存档于2012-06-22） （中文（臺灣））.
7. ↑  . ohmystar. 2012-06-19  [2012-06-19] （韩语）.
8. ↑  . 國際在線. 2012-06-19  [2012-06-19]. （原始内容存档于2016-03-04） （中文）.
9. 1 2  . starnews. 2012-06-26  [2012-06-26]. （原始内容存档于2016-03-04） （韩语）.
10. ↑  . newsen. 2012-06-27  [2012-06-27] （韩语）.
11. ↑  . hot-korea. 2012-07-03  [2012-07-03]. （原始内容存档于2012-07-15） （日语）.
12. ↑  . innolife. 2012-07-20  [2012-07-20] （中文）.[永久]
13. ↑  . anran-entame. 2012-08-30  [2012-08-30] （韩语）.[]
14. ↑  . YES娛樂. 2012-12-14  [2012-12-14]. （原始内容存档于2012-12-17） （中文）.
15. ↑  . koreastardaily. 2013-02-06  [2013-02-06]. （原始内容存档于2013-02-07） （中文）.

## 外部連結
- 中字漫畫
  - （繁體中文）遠傳e書城(搜尋：都市征伐)
  - （繁體中文）Hami書城（页面存档备份，存于） (搜尋：都市征伐)
  - （繁體中文）普雷峰數位文創線上娛樂網 第01回|第02回|第04回|第05回|第07回|第08回|第09回|第10回|第11回

| KBS 2TV 水木劇 | KBS 2TV 水木劇             | KBS 2TV 水木劇 |
| -------------- | -------------------------- | -------------- |
|                | 都市征伐 （原定2013年2月） |                |
| —              | —                          |                |